# تفتیش عقاید اسپانیایی

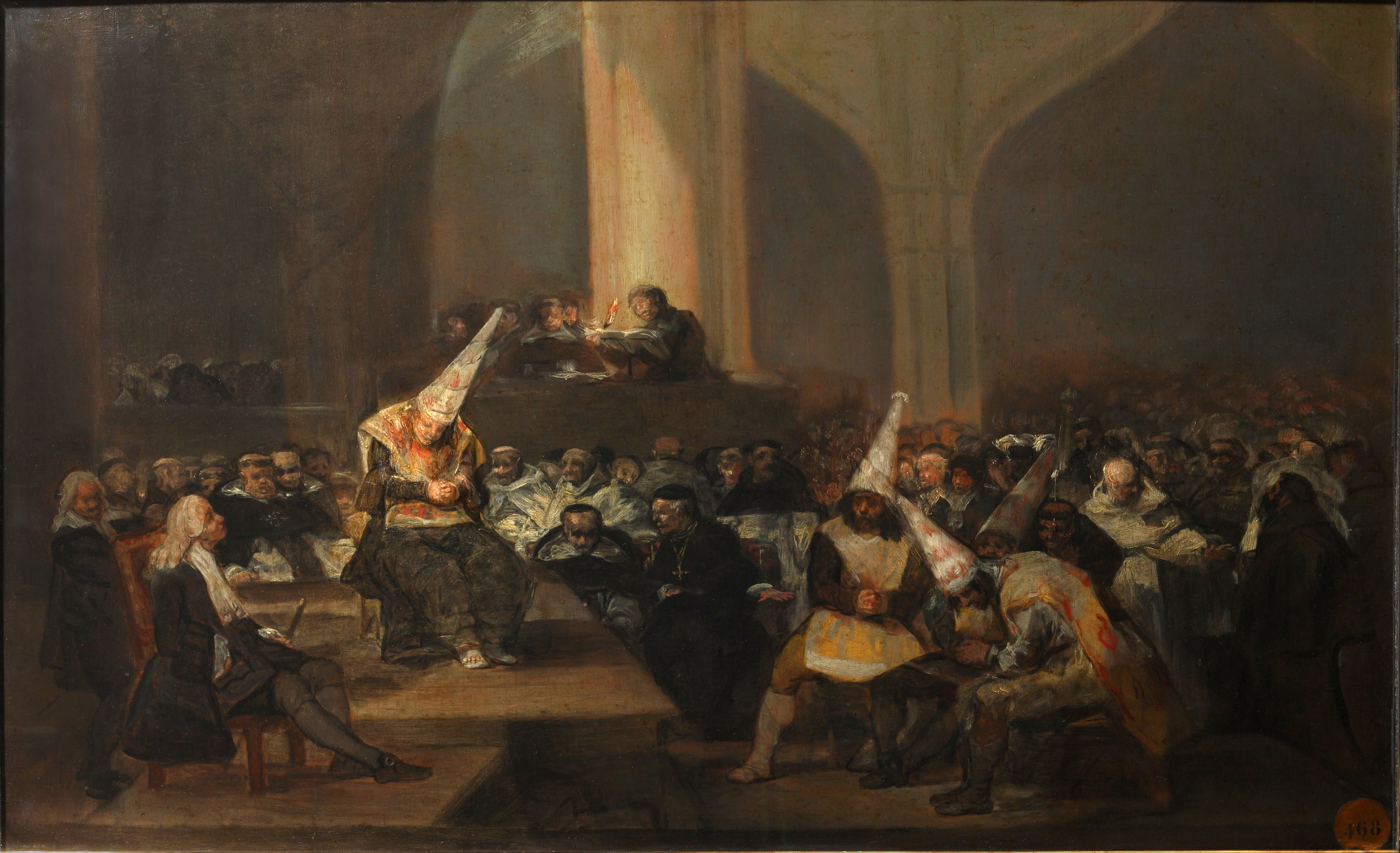
دادگاه تفتیش عقاید اسپانیایی، نام اثری است از فرانسیسکو گویا که بین سال‌های ۱۸۰۸ تا ۱۸۱۲ میلادی، خلق شد. در اثر، متهمین نوعی کلاه سفید نوک‌تیز به سر دارند. اثر به دادگاه پُست مقدس انگیزاسیون در اسپانیا می‌پردازد که طی آن بین سال‌های ۱۴۷۸ تا ۱۸۳۴ میلادی، کلیسای کاتولیک اسپانیا با راه انداختن محکمه‌های بازجویی دینی و دادگاه‌های تفتیش عقاید به سرکوب شدید و آزار یهودیان و مسلمانان و سایر قرائت‌های مسیحیت می‌پرداخت. این تابلو اکنون در مالکیت آکادمی سلطنتی هنرهای زیبای سان فرناندو در مادرید، اسپانیا قرار دارد.

دادگاه پُست مقدس تفتیش عقاید در اسپانیا (اسپانیایی: Tribunal del Santo Oficio de la Inquisición‎)، که به سادگی تفتیش عقاید اسپانیایی (Inquisición española)خوانده می‌شد. یک دادگاه بود که در سال ۱۴۸۰ توسط فرمانروای کاتولیک، فرناندوی دوم، پادشاه آراگون و ایزابل یکم، ملکه کاستیا تأسیس شد. هدف آن مراقبت از کلیسای کاتولیک و جایگزینی بر تفتیش عقاید قرون وسطی بود — که تحت کنترل پاپ‌ها انجام می‌شد. این تفتیش عقاید به همراه تفتیش عقاید پرتغالی و تفتیش عقاید رومی مهم‌ترین سیستم‌های تفتیش عقاید در دوران قرون وسطی بودند.
بین سال‌های ۱۴۹۲ تا ۱۵۰۱ به یهودیان و مسلمانان دستور داده شد که یا مسیحیت را برگزینند یا اسپانیا را ترک کنند برای کسانی که مسیحیت را برمی‌گزیدند نوعی ترس وجود داشت که مبادا این افراد (که به نام کانورسوس خوانده می‌شدند) ستون پنجم باشد و به هر فردی که مشکوک می‌شدند که مبادا آیین قبلی خود را پی می‌گیرد به دادگاه برده و شکنجه یا اعدام می‌کردند. دادگاه‌ها معمولاً در کلیسای جامع انجام می‌شد اما اعدام‌ها در میدان‌های شهر صورت می‌گرفت. همچنین زنانی که تصور می‌کردند جادوگرند نیز اعدام می‌شدند تفتیش عقاید اسپانیایی همچنین وظیفه سوزاندن کُتب مذهبی یهودیان را برعهده داشت. همچنین این دستگاه از سال ۱۵۰۰ میلادی دستور سوزاندن مرتدان در مکزیک و آمریکای جنوبی را نیز صادر می‌کرد، کاری که تفتیش عقاید پرتغالی در گوآ انجام می‌داد. دادگاه شامل مجمعی بود که مفتش اعظم آن را اداره می‌کرد. فرناندو نینو دِ گوئوارا، کاردینال اسپانیایی، اسقف اعظم سِویل و بالاترین مقام دادگاه تفتیش عقاید در اسپانیا بود. توماس دو تورکمادا، نخستین مفتش اعظم دادگاه تفتیش عقاید اسپانیایی بود. در دوران وی آزار زیادی بر یهودیان صورت گرفت.

#### قوانین دادگاه‌های تفتیش عقاید
دستگاه تفتیش افکار قوانین و آیین دادرسی خاص خود را داشت. پیش از آنکه دیوان محاکمات آن در شهری تشکیل شود، از فراز منابر کلیساها «فرمان ایمان» را به گوش مردم می‌رسانید و از آن‌ها می‌خواست که هرکس بدعت‌گذاری سراغ دارد به سمع اعضای دستگاه تفتیش افکار برساند؛ آن‌ها را به خبرچینی و به متهم ساختن همسایگان، دوستان، و خویشاوندان تحریض و تشویق می‌کرد. (در قرن شانزدهم، اتهام خویشان نزدیک پذیرفته نبود). به خبرچینان قول رازپوشی کامل و حمایت داده می‌شد، و آن کس که بدعت‌گذاری را می‌شناخت و او را رسوا نمی‌ساخت یا در خانة خویش پنهان می‌داشت، به لعن و تکفیر و نفرین گرفتار می‌شد. اگر یهودی تعمید یافته‌ای (عیسوی شده) هنوز امید آمدن مسیحای دیگری را در سر می‌پرورانید، اگر آیین یهودی پرهیز از غذا را رعایت می‌کرد، اگر روز سبت را روز ستایش و استراحت می‌دانست، یا برای آن روز جامهٔ زرین خویش را عوض می‌کرد، اگر اعیاد مقدس یهودی را به هر صورت که باشد، جشن می‌گرفت، اگر فرزندانش را ختنه می‌کرد یا بدان‌ها نامی عبری می‌داد، یا بی‌آنکه نشان صلیب رسم کند آن‌ها را دعا و تبرک می‌نمود، اگر با حرکت دادن سر، نماز به جای می‌آورد، یا یکی از مزامیر کتاب مقدس را، بی‌آنکه سرود تسبیح یا ستایش را بر آن بیفزاید، می‌خواند، اگر هنگام مرگ رو به دیوار می‌کرد، این‌ها و اعمال دیگری از این قبیل که مفتشان نشانهٔ بدعت پنهانی می‌شمردند، می‌بایستی فوراً به دستگاه تفتیش افکار گزارش داده شوند.
به موجب قانونی که «شرط بخشایش» نامیده می‌شد، هر آن‌کس که خویش را در مظان اتهام بدعت‌گذاری احساس می‌کرد می‌بایست بیاید و به تقصیر خویش اعتراف کند. در این صورت او را جریمه می‌کردند، یا به کفارة گناهش به کاری وامی‌داشتند، اما اگر چنین شخصی، دگراندیشی یا بدعت‌گذار دیگری را لو می‌داد، بخشوده می‌شد.
مفتشان مدارک و اسنادی را که به وسیلة خبرگزاران و مأموران تحقیق در اختیار آن‌ها گذاشته می‌شدند بررسی می‌کردند، هنگامی‌که اعضای محکمه بر جرم بدعت‌گذاری کسی متفق می‌شدند، حکم بازداشت او را صادر می‌نمودند، متهم را دور از دیگران نگاه می‌داشتند و به کسی جز عمال و مأموران محکمه، اجازة دیدار و گفتگو با او را نمی‌دادند. معمولاً او را به زنجیر می‌کردند. او را ملزم می‌ساختند که برای خود بستر بیاورد و هزینة حبس و نگاهداری خود را بپردازد، اگر برای این منظور پول کافی نمی‌پرداخت، به حد کفایت از اموال وی حراج می‌کردند، بقیة اموال و دارایی او نیز به وسیلة مأموران دستگاه تفتیش افکار ضبط می‌شد، مبادا که چیزی از آن مخفی کند یا آنکه برای فرار از مصادره به فروش رسانند.
هنگامی‌که زندانی را برای محاکمه می‌آوردند، دادگاه که پیشاپیش رأی خود را صادر کرده و او را مجرم شناخته بود، از وی می‌خواست تا برائت خویش را از جرم منتسبه ثابت کند. محاکمه محرمانه و پنهانی بود و متهم را سوگند غلاظ و شداد می‌دادند که در صورت آزاد شدن، چیزی از جریان آن فاش نسازد. اقاریر شهود علیه وی و نام آن‌ها به وی گفته نمی‌شد، مفتشان برای حفظ و حمایت خبرگزاران، خویش را از این عمل معذور می‌دانستند. در آغاز به متهم نمی‌گفتند که چه اتهاماتی بر او زده‌اند. تنها از او می‌خواستند که کوتاهی و قصور خویش را از معتقدات و عبادات مقرر اعتراف کند و نام تمام کسانی را که به بدعت‌گذاری می‌شناسد بازگوید. اگر اعتراف و اقرار وی هیئت دادرسی را قانع می‌ساخت، به کیفری غیر از مرگ محکوم می‌شد.
در این حین، او را در زندانی مجرد محبوس می‌کردند. در بسیاری از موارد، برای آنکه از او اقرار بگیرند، شکنجه‌اش می‌کردند. معمولاً محاکمه را ماه‌ها به درازا می‌کشاندند، و زندان مجرد و غل و زنجیر کافی بود که متهم را به اعتراف و اقرار آنچه که مورد نظر اعضای محکمه بود وادار سازد.